# ヴァッレ・デッランジェロ
ヴァッレ・デッランジェロ（伊: Valle dell'Angelo）は、イタリア共和国カンパニア州サレルノ県にある、人口約200人の基礎自治体（コムーネ）。

## 地理

### 位置・広がり

#### 隣接コムーネ
隣接するコムーネは以下の通り。
- ラウリーノ
- ピアッジーネ
- ロフラーノ
- サンツァ